# Isidore Salles
Isidore-Bertrand, comte Salles de Gosse (13 février 1821 à Sainte-Marie-de-Gosse - 20 octobre 1900 à Paris), est un homme de lettres (françaises ainsi que prosateur et poète gascon) et de presse, haut fonctionnaire et financier français.

## Biographie
Fils de Louis Salles, chirurgien et maire de Sainte-Marie-de-Gosse, commune du pays de Gosse situé en rive droite de l'Adour, il suit ses études au collège d'Aire-sur-l'Adour.
Commis de banque à Bayonne puis employé dans une imprimerie, il s'établit comme journaliste à Paris en 1840, à l'âge de dix-neuf ans. Il est admis à la Société des gens de lettres de France, il y rencontre notamment Théophile Gautier, Victor Hugo et, en particulier, Alphonse de Lamartine, dont il devient le secrétaire et l'auxiliaire littéraire.
Il devient le secrétaire du député Achille Fould en 1846.
En 1848, il rentre dans l'Administration comme directeur du bureau de la presse auprès de Ledru-Rollin, alors ministre de l’Intérieur, puis comme sous-préfet à Dax, avant d'occuper les mêmes fonctions à Villefranche-de-Lauragais (1849) et à Bar-sur-Aube (1852). Après un passage au ministère des Finances (Achille Fould étant alors ministre), il est ensuite préfet de la Creuse de 1859 à 1860, des Pyrénées-Orientales de 1861 à 1863 et de l'Aube de 1863 à 1869. Il est ensuite nommé préfet du Finistère, mais avant d'être installé, il est nommé préfet du Haut-Rhin. Il donne sa démission le 5 septembre 1870.
Avec l'appui du réseau constitué auprès d’Achille Fould, il se rapproche alors de la famille Goüin et de la Banque de Paris et des Pays-Bas. Il en devient commissaire aux comptes en 1877, puis censeur en 1889, fonction qu'il conservera jusqu’à son décès. Ses nouvelles relations lui permettent également de devenir vice-président de la Compagnie des chemins de fer Bône-Guelma (fondée par Ernest Goüin), ainsi que censeur de la Banque internationale de Paris.
Il est élu à l’unanimité membre titulaire de la Société de Borda le 5 juillet 1877.
Il se consacre à une œuvre littéraire sur sa région natale. La place principale de son village porte son nom.
En 1888, Salles est élevé à la dignité de comte par le pape Léon XIII.
Sa fille épouse le fils du comte Vincent Benedetti.

## Publications
- Histoire naturelle drolatique et philosophique des professeurs du Jardin des Plantes : des aides-naturalistes, préparateurs, etc., attachés a cet établissement accompagnée d'épisodes scientifiques et pittoresques (1847)
- Debis gascouns : Adou, Gabe, Nibe (1885)
- Le Chansonnier d'Oloron, Navarrot : choix de chansons de Navarro (1890)
- Biarnès e gascoun : Henric IV e Bincens de Paule : 1608 (1892)
- Gascounhe : le brabe yent de noste : nabèts debis (1893)
- Poésies gasconnes : debis gascouns, gascougne et inédits... (1930)[note 1]
- Poésies gasconnes Tome 1, : Debis gascouns : Gascounhe : Inédits (1997)

## Sources
- Césaire Daugé, M. Isidore Salles, 1896
- Docteur Courbin, L'âme landaise : Isidore Salles (préface de Philadelphe de Gerde, 1923)